# Filip Nalezinek
Filip Nalezinek (* 4. července 2003) je český fotbalista, který hraje jako brankář za Spartu Praha.

## Klubová kariéra
Hrál za Lipoltice, v roce 2014 začla hrát za akademii Pardubic. Dne 25. září 2021 debutoval za B-tým.
V únoru 2022 přestoupil do Sparty Praha, kde hraje za B-tým.

## Reprezentační kariéra
Za reprezentaci do 15 let odehrál zápas a za reprezentaci do 16 let 2 zápasy. Na konci roku 2023 debutoval za reprezentaci do 20 let.